# 베스틀란데트

베스틀란데트

베스틀란데트(Vestlandet) 또는 서부 노르웨이는 노르웨이의 지역으로, 뫼레오그롬스달주, 베스틀란주, 로갈란주를 포함한다.
그 주는 공식적이거나 정치적이고 행정적인 기능을 가지고 있지 않는다. 이 주의 인구는 약 140만 명이다. 가장 큰 도시는 베르겐이고 두 번째로 큰 도시는 스타방에르이다. 역사적으로 아그데르, 베스트-텔레마르크, 할링달, 발드레스, 구드브란달의 북부 지역은 서부 노르웨이에 포함되었다.

## 인구
| 연도                        | 인구      | ±%     |
| --------------------------- | --------- | ------ |
| 1769                        | 193,259   | —      |
| 1801                        | 230,053   | +19.0% |
| 1855                        | 392,588   | +70.7% |
| 1900                        | 560,765   | +42.8% |
| 1950                        | 811,411   | +44.7% |
| 1960                        | 887,537   | +9.4%  |
| 1970                        | 961,676   | +8.4%  |
| 1980                        | 1,033,902 | +7.5%  |
| 1990                        | 1,089,763 | +5.4%  |
| 2000                        | 1,159,176 | +6.4%  |
| 2010                        | 1,263,464 | +9.0%  |
| 2020?                       | 1,397,393 | +10.6% |
| 2030?                       | 1,525,853 | +9.2%  |
| Source: Statistics Norway . |           |        |

## 같이 보기
- 노르웨이
- 노르노르게
- 쇠를란테드
- 외스틀란데트
- 트뢰닐라그